# McCallum (sjö)
McCallum är en sjö i Antarktis. Den ligger i Östantarktis. Australien gör anspråk på området. McCallum ligger 28 meter över havet.